# Solea humilis
Solea humilis és un peix teleosti de la família dels soleids i de l'ordre dels pleuronectiformes que es troba des de les costes de Madràs (Índia) fins a les de les Filipines, Xina i Indonèsia.